# Evangelische Kirche Efringen

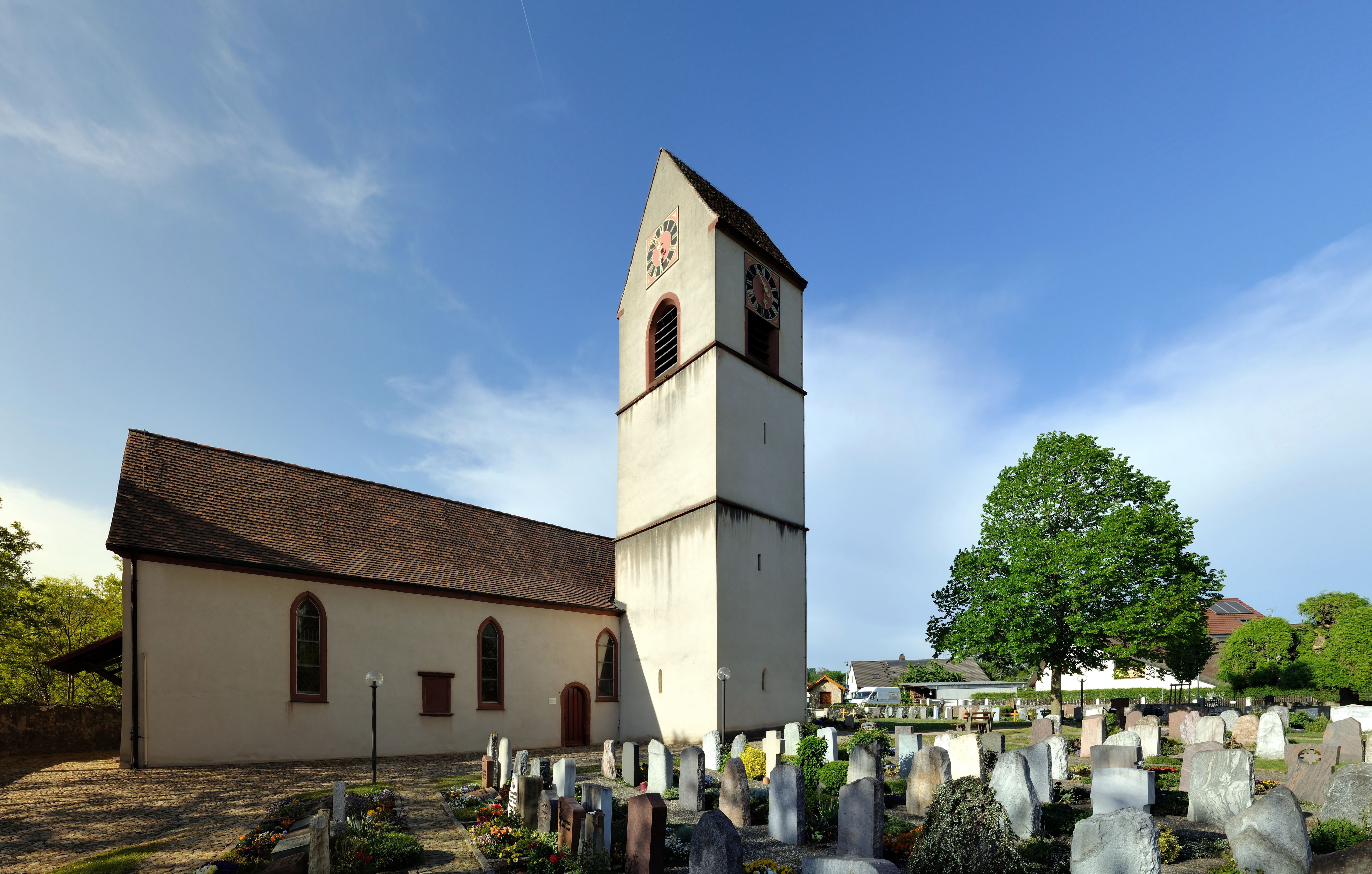
Efringer Kirche in der Südansicht vom Friedhof aus

Die Evangelische Kirche Efringen, auch Lutherkirche genannt, im gleichnamigen Ortsteil der Gemeinde Efringen-Kirchen im Landkreis Lörrach geht auf das 12. Jahrhundert zurück. Baubeginn der heute erhaltenen spätgotischen Kirche dürfte um 1500 gewesen sein.

## Geschichte
Die erste urkundlich gesicherte Erwähnung der Efringer Kirche („ecclesia in Everingin“) geht auf das Jahr 1157 zurück. Aus dieser Zeit stammt auch der Turm, der weitestgehend bis heute erhalten geblieben ist. Das Langhaus wurde in spätgotischer Zeit neu erbaut. Von diesem wurde die Nordwand 1702 zur Vergrößerung nach außen verschoben. Im Zuge dieser Arbeiten wurden auch die Fenster im Langhaus rundbogig gestaltet und eine flache Holzdecke eingezogen. 1895 erwog man das renovierungsbedürftige Dach mit einem Dachreiter zu bekrönen. Diesen Vorschlag verwarf man 1899 allerdings wieder und stellte den Turmhelm im neugotischen Stil mit Satteldach wieder her.
Im Jahr 1940 erlitt der Turm während des Zweiten Weltkrieges einen Artilleriebeschuss. Kurz nach Ende des Krieges wurden die Schäden beseitigt und die ursprüngliche Turmform wiederhergestellt. Mitte der 1950er Jahre erfolgte eine Renovierung des Innenraums.

## Beschreibung

### Kirchenbau
Die Efringer Kirche besitzt ein rechteckiges, über ein Satteldach gedecktes, dreijochiges Langhaus, dessen Längsseiten sechs spitzbogige Fenster aufweisen. Das Dach über dem polygonalen Chor ist abgewalmt. An der äußeren Langhaussüdwand befinden sich zwei Epitaphe, die an die Pfarrer Johann Diccius († 18. Oktober 1653) und Martin Mauritius († 16. März 1703) erinnern.
Am Langhaus ist ein dreigeschossiger Glockenturm angebaut, dessen Satteldach parallel zum Langhausdach verläuft. Im oberen Geschoss trägt er zu allen vier Seiten rundbogige Klangarkaden. An den beiden Giebelseiten befindet sich mittig über den Klangarkaden das Zifferblatt der Turmuhr. An den zwei anderen Seiten ist das Zifferblatt seitlich versetzt unterhalb der Dachkante angebracht. Eine spitzbogige Tür im Turmuntergeschoss bildet das Hauptportal der Kirche, die man durch die Turmhalle betritt.
Das Gotteshaus ist von einem Friedhof umgeben.

### Inneres und Ausstattung
Langhaus und Chor sind mit einer flachen Holzdecke eingezogen. An der Nord- und Westwand der Kirche verlaufen bis zur Mitte des Langhauses Emporen. Links neben dem schlichten Holzaltar im Chor steht der Taufstein. Die Orgel befindet sich hinter dem schlichten Altar. Rechts davon steht eine Kanzel; zwischen Altar und dem Gestühl befindet sich der Taufstein aus grauem Stein.
An der Nordwand steht ein Epitaph für den Pfarrer Johann Casper Lang († 5. Januar 1661).

### Glocken

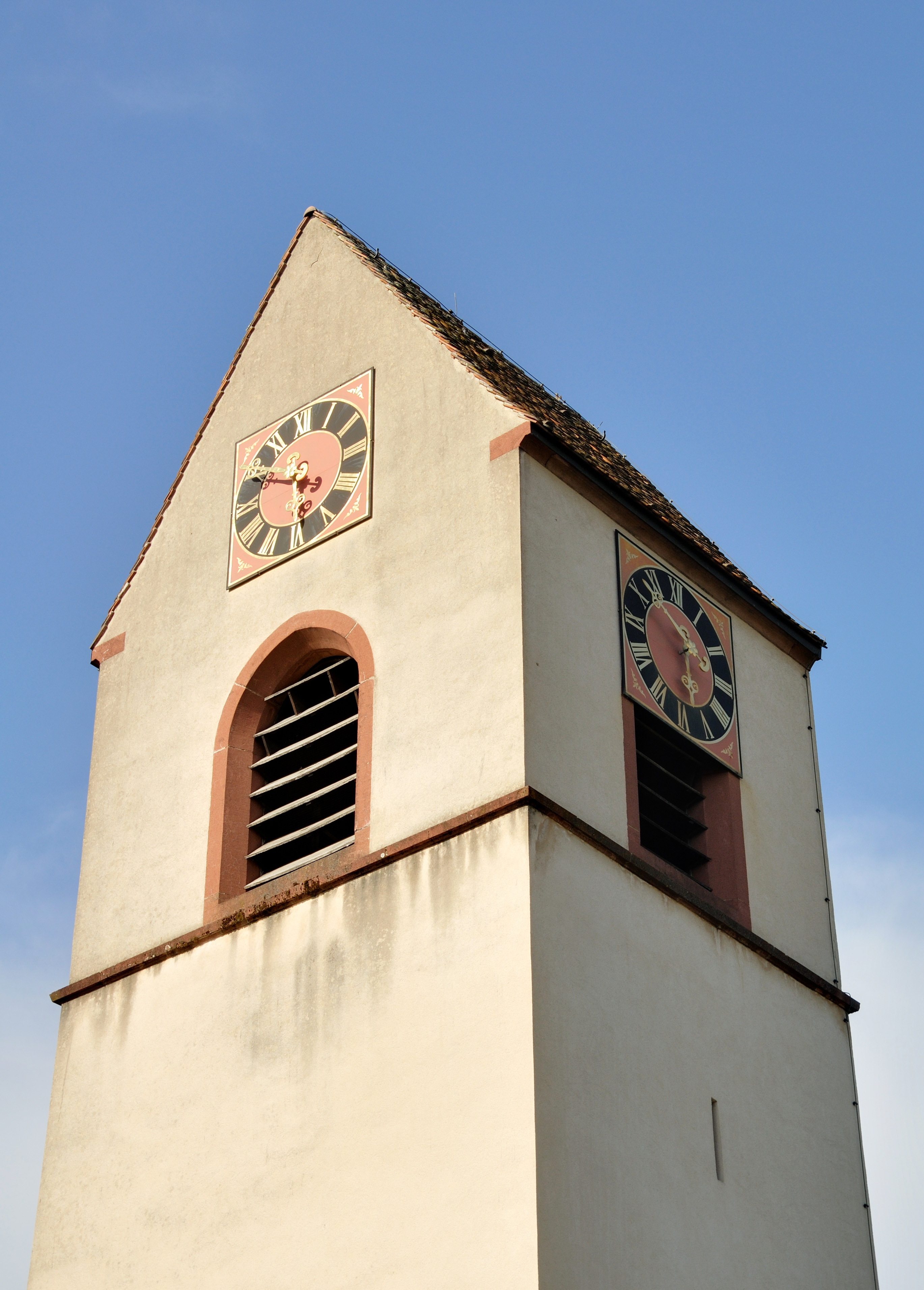
Glockenturm

Das dreistimmige Geläut der Kirche setzt sich wie folgt zusammen:
| Glocke | Schlagton | Gussjahr | Gießer            |
| ------ | --------- | -------- | ----------------- |
| 1      | g′        | 1702     | Weitenauer, Basel |
| 2      | a′        | 1951     | Bochumer Verein   |
| 3      | c″        | 1951     | Bochumer Verein   |

### Orgel
Die Orgel von E. F. Walcker von 1890 mit einem Manual und Pedal musste 1964 durch ein Elektrium der Firma Ahlborn ersetzt werden, da die Pfeifenorgel durch Schwammbefall irreparablen Schaden genommen hatte. In einem barocken Gehäuse war ein Werk mit Schleifladen, vollmechanischer Traktur, mit neun Registern auf einem Manual und Pedal eingebaut.
Die Disposition der Walcker-Orgel war wie folgt:
| I Hauptwerk C–f3 |       |
| Principal        | 8′    |
| Bourdon          | 8′    |
| Flöte            | 8′    |
| Viola di Gamba   | 8′    |
| Salicional       | 8′    |
| Octav            | 4′    |
| Mixtur 3-fach    | 2 ⁄3′ |

| Pedal C–d1 |     |
| Subbaß     | 16′ |
| Violabaß   | 16′ |

- Koppeln: Pedalkoppel

Seit 1987 ist eine neue Orgel von Orgelbau Vier mit 10 klingenden Registern vorhanden, welche in das historische Gehäuse eingebaut wurde.